# Le Jeu de la pomme
Pour plus de détails, voir Fiche technique et Distribution.
Le Jeu de la pomme (Hra o jablko) est un film tchécoslovaque réalisé par Věra Chytilová, sorti en 1977.

## Synopsis
Un jeune gynécologue entretient une relations avec deux femmes mais ces dernières n'acceptent plus de se plier à ses règles...

## Fiche technique
- Titre original : Hra o jablko
- Titre français : Le Jeu de la pomme[1]
- Réalisation : Věra Chytilová
- Scénario : Věra Chytilová
- Pays d'origine : Tchécoslovaquie
- Format : Couleurs - 35 mm - Mono
- Genre : comédie dramatique
- Durée : 100 minutes
- Date de sortie : 
  - Tchécoslovaquie : 1977
  - France : 14 juin 1978[1]

## Distribution
- Dagmar Bláhová : Anna Símová
- Jiří Menzel : MUDr. Josef John
- Jirí Kodet : MUDr. Arnost Rýdl
- Evelyna Steimarová : Marta Rýdlová
- Nina Popelíková : mère de John
- Bohus Záhorský : le professeur
- Jirí Lábus : Pavel Síma
- Jana Synková : laborantine
- Katerina Burianová : docteur
- Jitka Novákova : le chanteur
- Jana Pracharová : l'infirmière
- Nina Divísková : femme enceinte
- Miroslav Korínek : le pianiste
- Vladimír Hrabánek : le chauffeur de taxi
- Zuzana Schmidová : Jaruna
- Jitka Cerhová : Hana

## Récompense
- Grand prix du Festival de Chamrousse 1978